# Ceratophyllus frigoris
Ceratophyllus frigoris är en loppart som beskrevs av Darskaya 1950. Ceratophyllus frigoris ingår i släktet Ceratophyllus och familjen fågelloppor. Inga underarter finns listade i Catalogue of Life.